# Токопиља
Токопиља (шп. Tocopilla) је општина у Чилеу. По подацима са пописа из 2002. године број становника у месту је био 23.352.

## Географија

### Клима
| Клима (Токопиља)   | Клима (Токопиља) | Клима (Токопиља) | Клима (Токопиља) | Клима (Токопиља) | Клима (Токопиља) | Клима (Токопиља) | Клима (Токопиља) | Клима (Токопиља) | Клима (Токопиља) | Клима (Токопиља) | Клима (Токопиља) | Клима (Токопиља) | Клима (Токопиља) |
| Показатељ \ Месец  | .Јан.            | .Феб.            | .Мар.            | .Апр.            | .Мај.            | .Јун.            | .Јул.            | .Авг.            | .Сеп.            | .Окт.            | .Нов.            | .Дец.            | .Год.            |
| ------------------ | ---------------- | ---------------- | ---------------- | ---------------- | ---------------- | ---------------- | ---------------- | ---------------- | ---------------- | ---------------- | ---------------- | ---------------- | ---------------- |
| [ тражи се извор ] |                  |                  |                  |                  |                  |                  |                  |                  |                  |                  |                  |                  |                  |

## Демографија
| 2002.  |
| ------ |
| 23.352 |